# Cinclode royal
Cinclodes aricomae
Espèce
Synonymes
- Upucerthia aricomae Carriker, 1932
(protonyme)

Statut de conservation UICN

 CR C2a(i) : 
En danger critique
Le Cinclode royal (Cinclodes aricomae) est une espèce de passereaux de la famille des Furnariidae.

## Répartition
Le Cinclode royal vit au Pérou et en Bolivie.

## Menaces et conservation
Il ne reste que 200 à 300 couples.